# Blackmail (groupe)
Pour les articles homonymes, voir Blackmail.
Blackmail est un groupe allemand de rock indépendant, originaire de Coblence.

## Histoire
Fin 2001, Blackmail passe sous le label mère WEA Records, car Speicherstadt allait fermer. Un an plus tard, l'EP The Light of the Son Is the Son of the Light sort, dont le morceau homonyme sert de chanson-titre à une pièce radiophonique de Geisterjäger John Sinclair. L'enregistrement de l'album suivant, Friend or Foe ?, débute mi-2002 et se poursuit jusqu'en février 2003. Deux ans plus tard, l'album se classe 140e parmi les « 150 disques pour l'éternité » par la rédaction de Visions.
L'EP Foe qui suit encore en 2003 connait un grand succès au Japon, c'est pourquoi le groupe décide d'y faire une tournée. Après leur retour du Japon, Blackmail se voit proposer de travailler sur la bande originale du film allemand Kammerflimmern, ce qu'ils font avec Lee Buddah et le réalisateur Hendrik Hölzemann. L'enregistrement de l'album Aerial View débute en avril 2005 et l'album sort le 13 janvier 2006. Pour la première fois, le groupe, qui produit habituellement ses propres albums, fait appel à un producteur externe, Andi Jung.
Le 28 mars 2008 sort l'album Tempo, Tempo, qui est de nouveau produit par Kurt Ebelhäuser lui-même dans son propre studio Tonstudio 45. Trois chansons inédites ont suivi via The Mad Luv EP, disponible en exclusivité lors des concerts de la tournée suivante, dont Mad World, une reprise de Tears for Fears et une reprise alternative de The Good Part avec la participation du guitariste de jazz manouche et de flamenco Lulo Reinhardt. Peu avant la fin de la série de concerts, Blackmail annonce le 11 décembre 2008 que le groupe se sépare d'Aydo Abay suite à des querelles internes. Les membres restants déclarent vouloir continuer sous le même nom après une pause, mais la tournée en cours est annulée,.
En février 2010, Mathias Reetz rejoint le groupe en tant que nouveau chanteur (communiqué Facebook). Kurt Ebelhäuser l'avait repéré et a convaincu les membres restants du groupe de l'engager comme nouveau leader. Le 29 avril 2011, le premier album avec Reetz, Anima Now !, incluant le single Deborah publié en avant-première, sort. Un autre single de l'album, Night School, est extrait. L'album suivant de Blackmail, II, sort le 22 février 2013. Le premier single publié est The Rush, pour lequel l'artiste berlinois Jörg Steineck produit un clip d'animation. Deux mois auparavant, le groupe avait déjà publié la chanson Impact en téléchargement gratuit sur Internet.
Le groupe ne s'est jamais officiellement dissous, mais il est inactif depuis 2014 et ne donne plus de concerts depuis. Certains membres du groupe n'ont jamais donné d'informations officielles, mais continuent de gérer le compte Instagram du groupe.
Le bassiste Carlos Ebelhäuser est actif depuis 2021 dans le groupe The Damned Don't Cry, qui sort son premier EP en automne 2021. Dans les années 1990, Carlos Ebelhäuser jouait de la basse dans le groupe fun-punk Fritten + Bier, dont le chanteur était à l'époque le présentateur de Viva Nils Bokelberg. Sur la pochette de l'album Kasse Taffee + Bein Rötchen in Full Plusquameffekt, sorti en 1996, Carlos Ebelhäuser apparaît dans une photo de groupe du groupe fun-punk.

## Discographie

### Album studio
- 1997 : Blackmail
- 1999 : Science Fiction
- 2001 : Bliss, Please (46e place des charts allemands[8]
- 2003 : Friend or Foe? (36e place des charts allemands[8])
- 2006 : Aerial View (34e place des charts allemands[8], 38e des charts suisses[9])
- 2008 : Tempo Tempo
- 2011 : Anima Now! (70e place des charts allemands[8])
- 2013 : II (2e place des charts allemands[8])

### Compilation
- 2020 : 1997-2013 (50e place des charts allemands[8])

### EP
- 2002 : The Light of the Son Is the Son of the Light
- 2003 : It Could Be Yours
- 2003 : Foe (98e place des charts allemands[8])
- 2008 : The Mad Luv

### Remixes
- 2000 : Do Robots Dream of Electric Sheep?